# Eduardo Hernández Moncada
Eduardo Hernández Moncada (1899-1995) fue un compositor, pianista y director de orquesta mexicano nacido en Xalapa, Veracruz. Es uno de los músicos representativos del movimiento nacionalista de los años posrevolucionarios en México. Su música contiende por un balance entre la influencia moderna y las raíces del folclor.
En el año 1948, fue nominado en la III ceremonia de los Premio Ariel]] dentro de la categoría "Música de fondo", acreditado como Eduardo Herrera Moncada.
En el año 1951 participó junto con Carlos Jiménez Mabarak en la creación de la música cinematográfica para la película "Deseada", ganadora en 1952 en la VII ceremonia de los premios Ariel dentro de la categoría "Música de fondo".

## Obras selectas
Piano
- Prelude (1926)
- Album del corazón (1934)
- Costeña (1962)

Dúos
- Romanza para violonchelo y piano (1949)
- Rapsodia de Sotavento para violín y piano (1974)

Música de cámara
- Suite Romántica (1937)
- Suite de Danzas (1939)
- Serie de Cuartetos (1962)

Orquesta
- Marcha Fúnebre (1938)
- Sinfonía N.º 1 (1942)
- Sinfonía N.º 2 (1943)
- Guelatao (1957)

Música coral
- Poemas de Omar Khayyám (1932)
- Canción costeña (1958)
- Dame la luna Papyrus (1958)
- Tres sonetos de Sor Juana (1979)

Ópera
- Elena (1948)

Ballet
- Viaje sin fin (1949)
- Ermesinda (1952)
- Maíz (1952)

Música de cine
- Abismos (1931)
- Crimen en la alcoba (1946)
- Enamorada (1946)
- El Desquite (1947)
- Cinco rostros de mujer (1947)
- Si me viera Don Porfirio (1950)
- Deseada (1951)
- Orquídeas para mi esposa (1954)
- Tú y la mentira (1958)
- Flor de Mayo (1959)

Canto y piano
- Canciones al estilo de mi tierra (1959)

- Tres sonetos de Sor Juana

## Enlaces
- Herrera, Jesús. "Eduardo Hernández Moncada".

- Datos: Q359476